# Helmut Bäumler
Helmut Bäumler (* 1948 in Mantel, Bayern) ist ein deutscher Jurist und Datenschutzexperte.

## Leben
Helmut Bäumler studierte in Bonn Rechts- und Politikwissenschaften und ließ sich nach seiner Promotion zunächst als Rechtsanwalt in München nieder. 1980 bis 1989 arbeitete er dann in Bonn als Referent beim Bundesbeauftragten für den Datenschutz mit dem Schwerpunkt der Durchführung von Kontrollen bei den Polizeibehörden und Nachrichtendiensten des Bundes (Referat V).
Von 1992 bis 2004 war Bäumler Landesdatenschutzbeauftragter des Landes Schleswig-Holstein. Während seiner Amtszeit betrieb er die Modernisierung des Landesdatenschutzgesetzes. Zeitgleich wurde das vorher beim Präsidenten des Schleswig-Holsteinischen Landtages angesiedelte Amt in eine eigenständige und unabhängige Behörde umgewandelt. Dies fand auch Ausdruck in der neuen Bezeichnung Unabhängiges Landeszentrum für Datenschutz Schleswig-Holstein (ULD).
Bäumler hat den herkömmlichen, eher technik-feindlichen Ansatz des Datenschutzes durch eine innovative Perspektive ersetzt, bei der u. a. mehr Datenschutz durch technische Innovation erreicht werden soll. Das ULD ist heute für seine zukunftsweisenden Projekte im Bereich des technischen Datenschutzes international anerkannt.
Bäumlers Amtszeit als Landesbeauftragter für den Datenschutz endete am 31. August 2004, Nachfolger wurde sein Stellvertreter Thilo Weichert. Helmut Bäumler befindet sich seitdem im Ruhestand und lebt in Italien.

## Werk
- Der neue Datenschutz. Datenschutz in der Informationsgesellschaft von morgen. Luchterhand. Neuwied, Kriftel 1998, ISBN 3-472-03284-7 (als Herausgeber).
- Innovativer Datenschutz, Für Helmut Bäumler 2004, Kiel, ISBN 3-9809783-0-3